# 韓東勳
韓東勳（：／，1973年4月9日—），是韓國政治人物、檢察官，曾任國民力量黨代表（黨魁）、韩国法务部長（第69任）。韓東勳曾任初級反腐敗檢察官，並在多起備受矚目的案件中發揮主導作用，其中包括涉及三星集團高管李在鎔、前總統朴槿惠和李明博以及前法務部長曹國家屬的案件。
2022年5月17日韩国总统尹锡悦任命韩东勋為韩国法务部長。
2023年12月21日，辞去法务部长一职，转任国民力量党的紧急对策委员长，直至2024年大韓民國國會選舉結束。
2024年7月，韓東勳在國民力量第四次全黨大會中，以62.8%的得票率當選為新任黨代表（黨魁）。
2024年12月3日，總統尹錫悅宣佈緊急戒嚴，戒严逮捕对象包括韓東勳。韓東勳表態反對並表示與人民站在一起。此后，韓東勳一度表示反对弹劾尹锡悦，后根据新出现的证据又表态尹锡悦应停止担任总统职务，暗示支持弹劾。尹錫悅於12月12日發表國民談話，推翻一周前的承諾，表明不會提前辭職，並有意繼續行使執政權力。這令韓東勳的「有秩序地退位」方案實際上流產，韓東勳隨即表明，既然已確認尹錫悅沒有下台意向，當前只有支持二次彈劾案一種有效方式，令總統停止行使執政權。他指出，執政黨議員應出席二次彈劾案的國會投票，根據自己的信念和良心參與表決。
2024年12月16日上午，韓東勳在韓國國會召開記者會，並宣布辭去黨代表一職。
2025年4月10日，韓東勳宣布參加第21屆韓國總統選舉，但於5月3日未能通過初選獲得政黨提名。